# Ґідма
Ґідма (араб. غيدمة) — село в Тунісі, у вілаєті Кебілі.
| Туніс | Це незавершена стаття з географії Тунісу. Ви можете допомогти проєкту, виправивши або дописавши її. |